# Jürg Luterbacher
Jürg Luterbacher (* 21. April 1968 in Solothurn) ist ein Schweizer Paläoklimatologe. Seine Arbeitsgebiete sind Klimatologie, Klimadynamik, Paläoklimatologie, Synoptik, Wetter und Klimaextreme sowie Auswirkungen auf Gesellschaft, Ökologie und Wirtschaft.

## Leben
Nach dem Studium der  Physischen Geographie, Botanik, Chemie, Geologie/Mineralogie an der Universität Bern, der Promotion 1999 in Bern bei Heinz Wanner und Christian Pfister und der Habilitation 2005 (Venia Docendi in Klimageographie) in Bern war er dort Oberassistent am Geographischen Institut (Leitung und Co-Leitung von verschiedenen nationalen und EU-Projekten sowie am Oeschger Centre for Climate Change Research (OCCR) in Bern). Ab 2007 leitete er die Paleoclimatology-Gruppe am OCCR. Zwischen 2004 und 2013 absolvierte er zudem verschiedene Forschungsaufenthalte an der University of Arizona, Tucson, sowie am Institute of Geographic Sciences and Natural Resources Research der Chinese Academy of Sciences in Peking.
Seit 2009 ist Luterbacher Universitätsprofessor für Physische Geographie (Schwerpunkte: Klimatologie, Klimadynamik und Klimawandel) der Universität Gießen. Von 2015 bis 2017 war er Direktor des Instituts für Geographie.  Seit Januar 2020 ist er Direktor des Science and Innovation Department der World Meteorological Organization (WMO) in Genf. Luterbacher war einer der Leitautoren des Kapitels „Paläoklima“ im Fünften Sachstandsbericht des IPCCs und wurde im Jahr 2020 zum Mitglied der Akademie der Wissenschaften und der Literatur ernannt.